# ۸۲۵ (قمری)
۸۲۵ (قمری)، هشتصد و بیست و پنجمین سال در گاهشماری هجری قمری است. اول محرم این سال برابر با چهارم ژانویه سال ۱۴۲۲ میلادی است.